# Castoriella mitjaevi
Castoriella mitjaevi är en insektsart som beskrevs av Irena Dworakowska 1974. Castoriella mitjaevi ingår i släktet Castoriella och familjen dvärgstritar.
Artens utbredningsområde är Kongo. Inga underarter finns listade i Catalogue of Life.